# Зюндердорп
Зюндердорп (на нидерландски: Zunderdorp) е село в селската част на Амстердамския район Норд в Холандия. Състои се от няколко десетки къщи и няколко други сгради, между които църква. Няколко от къщите са дървени. Населението му е 195 жители (по приблизителна оценка от януари 2011 г.).
До 1921 г. селото е част от община Нювендам, която тогава се присъединява към Амстердам. „Сюнделите“, думата от която идва името на Зюндердорп, са били малки канали, които течали от селото към тогавашния морски ръкав Ай.